# Toshiko Mayeda
Toshiko K. Mayeda (née Kuki ; 1923 - 13 février 2004) est une chimiste américaine d'origine japonaise qui travaillait à l'Institut Enrico-Fermi de l'Université de Chicago. Elle a travaillé sur la climatologie et les météorites de 1958 à 2004.

## Enfance et éducation
Toshiko Mayeda est née à Tacoma, Washington. Elle a grandi à Yokkaichi, Mie et Osaka. Lorsque les États-Unis sont entrés dans la Seconde Guerre mondiale après l'attaque japonaise sur Pearl Harbor, elle et son père Matsusaburo Kuki ont été envoyés au Tule Lake War Relocation Center,. C'est là qu'elle a rencontré son futur mari, Harry Mayeda. Après la guerre, elle obtient un bachelor en chimie de l'Université de Chicago en 1949. 

## Recherche
Mayeda a d'abord travaillé comme assistante de laboratoire pour Harold Urey à l'Université de Chicago, où elle a d'abord été embauchée pour laver la verrerie,. Ils ont utilisé la spectrométrie de masse pour mesurer les isotopes de l'oxygène dans les coquilles des mollusques marins qui ont donné des informations sur les températures préhistoriques des eaux océaniques et donc les paléoclimats. Urey a développé le domaine de la cosmochimie et avec Mayeda a étudié les météorites primitives, également en utilisant l'analyse des isotopes de l'oxygène . Plus tard, elle a travaillé avec Cesare Emiliani sur l'évaluation isotopique de la période glaciaire,. Quand Urey a pris sa retraite de l'université en 1958, Mayeda a été persuadée d'y rester par Robert N. Clayton (en) et de collaborer avec lui sur les applications de la spectroscopie de masse. Elle a été décrite comme une assistante de recherche indomptable ,.
Le premier article de recherche de Mayeda et Clayton portait sur l'utilisation du pentafluorure de brome pour extraire les isotopes de l'oxygène des roches et des minéraux. Il reste leur œuvre la plus citée. Des années 1970 à la fin des années 1990, Mayeda et Clayton sont devenus célèbres pour leur utilisation des isotopes de l'oxygène pour classer les météorites. Ils ont développé plusieurs tests qui ont été utilisés dans le domaine de l'analyse d'échantillons de météorites et lunaires,,. Ils ont étudié les variations des abondances des isotopes stables de l'oxygène, l'oxygène-16, l'oxygène-17 et l'oxygène-18, et en ont déduit les différences dans les températures de formation des météorites. Ils ont également travaillé sur la spectroscopie de masse et la chimie de la météorite d'Allende,. Ils ont publié de nombreux articles scientifiques sur le "thermomètre à oxygène" et analysé environ 300 échantillons lunaires qui avaient été collectés pendant le programme Apollo de la NASA,. En 1992, un nouveau type de météorite, la Brachinite, a été identifié. Clayton et Mayeda ont étudié les météorites d'Achondrite et ont montré que les variations des rapports isotopiques de l'oxygène-17 au sein d'une planète sont dues à des inhomogénéités dans la nébuleuse solaire. Ils ont analysé les météorites de Shergotty, suggérant qu'il aurait pu y avoir une atmosphère riche en eau sur Mars  et ont étudié la météorite de Bocaiuva, constatant que la météorite d'Eagle Station (en) s'était formée en raison du chauffage par impact.
En 2002, Mayeda a reçu le prix du mérite de la Société de géochimie du Japon . La même année, l'astéroïde (8083) Mayeda porte son nom. Le mari de Mayeda, Harry, est décédé en 2003. Mayeda souffrait d'un cancer et est décédée le 13 février 2004. En 2008, le livre Oxygen in the Solar System a été dédié à Clayton et Mayeda. 